# The Source (muzikant)
The Source is een alias van de Britse producer John Truelove. Onder deze naam zijn vier (verschillende) singles uitgebracht, waarvan "You Got the Love" het bekendst is.
De single is een samenwerking met de gospelzangeres Candi Staton en werd oorspronkelijk uitgebracht in maart 1991, maar was in Nederland niet succesvol. Een door Now Voyager (eveneens een project van Truelove) gemaakte remix deed het een stuk beter en bereikte in het voorjaar van 1997 een 25ste plaats in de Nederlandse Top 40.
Vlak na het succes van "You've got the love" werd nog de single "Clouds" uitgebracht, dat zowel in tempo, beats als zang veel gelijkenis vertoonde met zijn voorganger.
In 2006 werd "You've got the love" voor de tweede keer door de mangel gehaald, dit keer onder de naam New Voyager. Deze versie had veel weg van de vorige remix, maar dit stond nieuw succes niet in de weg. De single haalde een achtste plaats in de Nederlandse Top 40 en werd daarmee de meest succesvolle versie tot nu toe.

## Hitlijsten
| Single met eventuele hitnotering(en) in de Nederlandse Top 40 | Datum van verschijnen | Datum van binnenkomst | Hoogste positie | Aantal weken | Opmerkingen                                |
| ------------------------------------------------------------- | --------------------- | --------------------- | --------------- | ------------ | ------------------------------------------ |
| You Got the Love (Erens Bootleg Mix)                          | 1991                  |                       | tip12           |              | met Candi Staton                           |
| You Got the Love (Now Voyager Mix)                            | 1997                  | 26-04-1997            | 25              | 5            | met Candi Staton                           |
| You Got the Love (New Voyager Radio Edit)                     | 2006                  | 04-03-2006            | 8               | 16           | met Candi Staton / Dancesmash op Radio 538 |